# Vergné
Vergné is een gemeente in het Franse departement Charente-Maritime (regio Nouvelle-Aquitaine) en telt 158 inwoners (2005). De plaats maakt deel uit van het arrondissement Saint-Jean-d'Angély.

## Geografie
De oppervlakte van Vergné bedraagt 7,9 km², de bevolkingsdichtheid is 20,0 inwoners per km².
De onderstaande kaart toont de ligging van Vergné met de belangrijkste infrastructuur en aangrenzende gemeenten.

## Demografie
Onderstaande figuur toont het verloop van het inwonertal (bron: INSEE-tellingen).